# ۵۹۹ (پیش از میلاد)
۵۹۹ (پیش از میلاد) ۵۹۹مین سال قبل از تقویم میلادی است.